# Serdabe

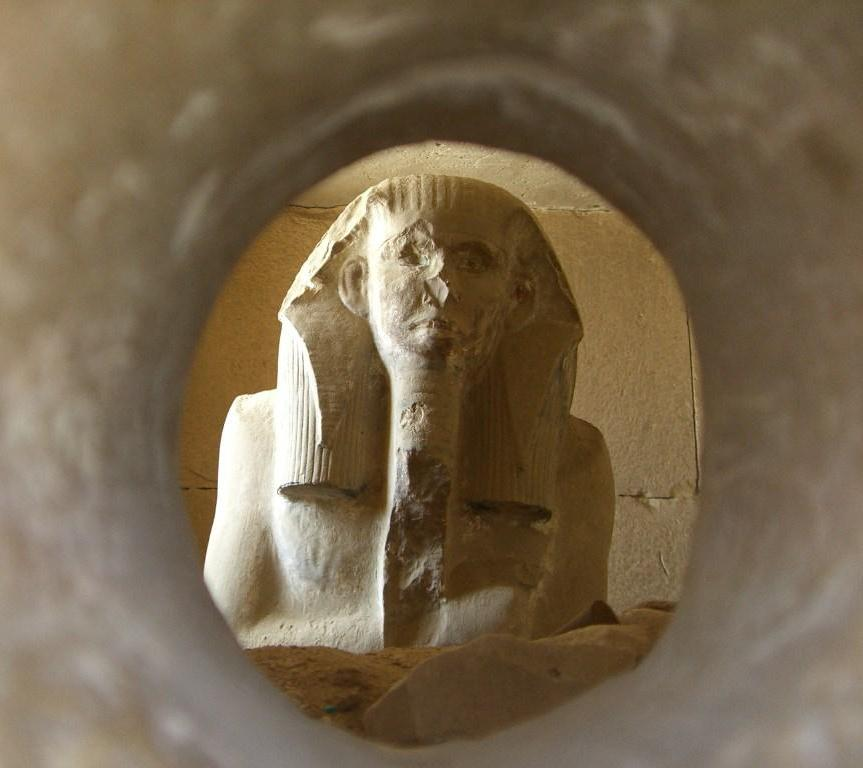
Serdabe da estátua de Djoser.

Serdabe (em persa: سرداب), que significa literalmente "água fria", que se tornou um empréstimo em árabe para "adega") é uma antiga estrutura tumular egípcia que servia de câmara para a estátua de um indivíduo falecido. Usado durante o Império Antigo, o serdabe era uma câmara selada com uma pequena fenda ou buraco para permitir que a alma do falecido se movesse livremente. Esses buracos também deixam entrar os cheiros das oferendas apresentadas à estátua.
A palavra serdab também é usada para um tipo de câmara não decorada encontrada em muitas pirâmides. Devido à falta de inscrições, tem sido impossível determinar a função ritual desta câmara, mas muitos egiptólogos vê-lo como um espaço de armazenamento, semelhante aos depósitos subterrâneos em túmulos privados e reais da segunda dinastia.